# Conwy Valley
Conwy Valley er en dal i i Nord-Wales i grevskaberne Clwyd og Gwynedd. Dalen er opkaldt efter floden Conwy der flyder nordpå ud i Conwy bugten nord for Wales. Udløbet er ved byen Conwy. Gennem dalen går jernbanelinjen Conwy Valley Line. I dalen ligger en række små og mellemstore landsbyer, hvor man primært levede at minedrift og landbrug, men i dag er minedriften stort set ophørt. I stedet er turisme et vigtigt erhverv, bl.a. qua den nærliggende nationalpark Snowdonia. Dalen rummer også den berømte Bodnant Garden.
Den nordligste del af dalen er præget af nærheden ved havet, floden er ret lavvandet og tidevandet giver stor forskel i vandstand. Midtvejs er dalen omgivet af landbrugsland, mens dalen syd for Betws-y-Coed er markant mere præget af bjergene.
Oprindeligt var formålet med jernbanen at transportere gods for de mange miner i dalen. Senere blev passagertransport vigtigt og banen transporterede også gods for det nu nedlagte kernekraftværk Trawsfynydd. I dag er passagergrundlaget for banen strengt taget for lille, men den opretholdes på regional støtte, bl.a. af hensyn til turisterne. Ud over de nedenfor nævnte landsbyer og der også en række mindre stop på banen, bl.a. ved Bodnant Garden, Trefriw og landsbyen Dolwyddelan.

## Byer og landsbyer
- Llandudno: Klassisk victoriansk badeby og endestation for Conwy Valley Line. Ligger strengt taget uden for dalen.
- Conwy: Hyggelig lille befæstet by med en meget imponerende borg, Conwy Castle. (Ikke på Conwy Valley Line).
- Llanrwst: Dalens hovedby og vigtigste markedsby.
- Betws-y-Coed: Vigtigt trafik-knudepunkt og centrum for aktiviteter i den østlige del af nationalparken.
- Blaenau Ffestiniog: Hovedbyen for Wales skiferindustri, men kun 1 mine er stadig i drift. Endestation for Conwy Valley Line og smalsporsbanen Ffestiniog railway til Porthmadog.

## Eksterne links
Conwy Valley Line Arkiveret 25. marts 2008 hos  Wayback Machine
53°14′06″N 3°48′26″V / 53.23512°N 3.80711°V